# Ziegfeld Follies of 1911
The Ziegfeld Follies of 1911 è un musical statunitense, che debuttò a Broadway il 26 giugno 1911 al Jardin de Paris. L'ultima replica fu tenuta il 2 settembre 1911.
Il libretto e le parole erano di George V. Hobart, la musica di Maurice Levi e Raymond Hubbell, con la direzione musicale di Joseph Sainton. Gli arrangiamenti erano firmati da Gus Sohlke e Jack Mason.
Parole e musica aggiunta di Irving Berlin, Jerome Kern, James B. Blyler, Sid Brown, Vincent Bryan, Henry Marshall e Stanley Murphy. Musica addizionale di Raymond Peck, Channing Pollock, Rennold Wolf, Arthur Donnelly, Jean C. Havez, Val Harris, Barney Fagan e Bessie McCoy.

## Il cast
La sera della prima, nel cast figurano i seguenti artisti:
- Miss Abbott
- Louise Aichel
- Elise Belga
- James B. Blyler
- Arline Boley
- Fanny Brice
- Sid Brown
- Stella Chatelaine
- Ethel Clayton
- Leslie Coverra
- Dorothy Dalland
- Katherine Daly
- Tom Dingle
- Dolly Sisters
- Leon Errol
- Emma Gorman
- Charles Hessong
- W. J. Kelly
- Miss LeRoy
- Lillian Lorraine
- Charles A. Mason
- Vera Maxwell
- Bessie McCoy
- Ann Meredith
- Mis Mitchell
- Clara Palmer
- Walter Percival
- Kathryn Perry
- Miss Richmond
- Eleanor St. Clair
- Peter Swift
- Mona Trieste
- Lottie Vernon
- Harry Watson, Jr.
- George White
- Bert Williams